# Dijon Football Côte-d'Or 2022-2023 (femminile)
Questa voce raccoglie le informazioni riguardanti il Dijon Football Côte-d'Or nelle competizioni ufficiali della stagione 2022-2023.

## Divise e sponsor
La tenuta di gioco è la stessa indossata dalla squadra maschile del Digione.
| Casa | Trasferta | 3ª divisa |

## Organigramma societario
Area tecnica
- Allenatore: Christophe Forest (dalla 1ª all'11ª giornata)
- Allenatore: Sébastien Joseph (dalla 12ª alla 22ª giornata)
- Vice allenatore:
- Preparatore dei portieri:
- Preparatore atletico:
- Medico sociale:
- Fisioterapista:
- Coordinatore:

## Rosa
Rosa, ruoli e numeri di maglia tratti dal sito societario, integrati da Footofeminin.fr, aggiornati all'11 gennaio 2023.
| N. |                      | Ruolo | Calciatrice             |
| -- | -------------------- | ----- | ----------------------- |
| 1  | Belgio (bandiera)    | P     | Lisa Lichtfus           |
| 3  | Danimarca (bandiera) | D     | Cecilie Sandvej         |
| 4  | Francia (bandiera)   | D     | Léna Goetsch            |
| 5  | Polonia (bandiera)   | D     | Małgorzata Grec         |
| 6  | Francia (bandiera)   | C     | Hélène Fercocq          |
| 7  | Spagna (bandiera)    | C     | María Díaz              |
| 8  | Francia (bandiera)   | C     | Léa Declercq (capitano) |
| 9  | Haiti (bandiera)     | A     | Roselord Borgella       |
| 10 | Francia (bandiera)   | A     | Madeline Roth           |
| 11 | Svizzera (bandiera)  | A     | Meriame Terchoun        |
| 13 | Francia (bandiera)   | D     | Alicia Soleilhet        |

| N. |                        | Ruolo | Calciatrice         |
| -- | ---------------------- | ----- | ------------------- |
| 14 | Inghilterra (bandiera) | C     | Jenna Dear          |
| 16 | Canada (bandiera)      | P     | Emily Burns         |
| 17 | Francia (bandiera)     | A     | Rose Lavaud         |
| 18 | Francia (bandiera)     | A     | Madeleine Yetna     |
| 22 | Russia (bandiera)      | C     | Ekaterina Tyryškina |
| 23 | Canada (bandiera)      | C     | Jenna Hellstrom     |
| 24 | Francia (bandiera)     | D     | Margaux Vairon      |
| 25 | Portogallo (bandiera)  | D     | Morgane Martins     |
| 27 | Francia (bandiera)     | A     | Océane Hurtré       |
| 30 | Francia (bandiera)     | P     | Emma Courdier       |
| 33 | Francia (bandiera)     | A     | Coralie Delacellery |

## Calciomercato

### Sessione estiva
| Acquisti | Acquisti          | Acquisti            | Acquisti   |
| R.       | Nome              | da                  | Modalità   |
| -------- | ----------------- | ------------------- | ---------- |
| P        | Emily Burns       | Saint-Étienne       | definitivo |
| D        | Małgorzata Grec   | St. Pölten          | definitivo |
| D        | Morgane Martins   | Issy                | definitivo |
| D        | Cecilie Sandvej   | Birmingham City     | definitivo |
| C        | Jenna Hellstrom   | KIF Örebro          | definitivo |
| C        | María Diáz        | Fleury              | definitivo |
| A        | Océane Hurtre     | Paris Saint-Germain | definitivo |
| A        | Meriame Terchoun  | Zurigo              | definitivo |
| A        | Roselord Borgella | Issy                | definitivo |

| Cessioni | Cessioni          | Cessioni             | Cessioni   |
| R.       | Nome              | a                    | Modalità   |
| -------- | ----------------- | -------------------- | ---------- |
| P        | Solène Durand     | Guingamp             | definitivo |
| D        | Noémie Carage     | Milan                | definitivo |
| C        | Solène Barbance   | Rodez                | definitivo |
| A        | Inés Barrier      | Rodez                | definitivo |
| A        | Desire Oparanozie | Wuhan Jianghan Univ. | definitivo |
| A        | Hawa Sangaré      | Paris Saint-Germain  | definitivo |
| A        | Esther Sunday     | Stomil Olsztyn       | definitivo |
| A        | Mylaine Tarrieu   | Rodez                | definitivo |

### Sessione invernale
| Acquisti | Acquisti    | Acquisti        | Acquisti    |
| R.       | Nome        | da              | Modalità    |
| -------- | ----------- | --------------- | ----------- |
| D        | Kysha Sylla | Olympique Lione | in prestito |

| Cessioni | Cessioni | Cessioni | Cessioni |
| R.       | Nome     | a        | Modalità |
| -------- | -------- | -------- | -------- |
|          |          |          |          |

## Risultati

### Division 1

#### Girone di andata
| Arbitro: | Gerbel |

|                              |           |  |
| Robert 20’ Mondésir 39’, 81’ | Marcatori |  |

| Arbitro: | Elbour |

|              |           |             |
| Declercq 39’ | Marcatori | 69’ Garbino |

| Arbitro: | Laur |

|  |           |          |
|  | Marcatori | 50’ Roth |

| Arbitro: | Fournier |

|  |           |                                  |
|  | Marcatori | 9’ Ould Hocine 76’ (rig.) Thiney |

| Arbitro: | Beyer |

|                                    |           |          |
| Martens 3’ Geyoro 43’ Bachmann 90’ | Marcatori | 18’ Roth |

| Arbitro: | Efe |

|              |           |  |
| Borgella 78’ | Marcatori |  |

| Arbitro: | Vanderstichel |

|             |           |              |
| Tarrieu 88’ | Marcatori | 67’ Borgella |

| Arbitro: | Laur |

|          |           |                                                         |
| Dear 13’ | Marcatori | 18’, 39’ B. Louis 37’ (aut.) Sandvej 43’, 89’ Le Garrec |

| Arbitro: | Beyer |

|                                                            |           |  |
| Lichtfus 13’ (aut.) Araújo 19’, 42’, 58’ Coton-Pélagie 56’ | Marcatori |  |

| Arbitro: | Gonçalves |

|                                                                           |           |  |
| Cayman 9’ Bruun 31’, 42’, 49’ Roth 34’ (aut.) Bacha 40’, 57’ Benyahia 60’ | Marcatori |  |

| Arbitro: | Efe |

|  |           |                                  |
|  | Marcatori | 27’ Dumornay 34’, 57’, 77’ Bussy |

#### Girone di ritorno
| Arbitro: | Beyer |

|                       |           |  |
| Garbino 2’ Seguin 55’ | Marcatori |  |

| Arbitro: | Benmahammed |

|               |           |  |
| Hellstrom 53’ | Marcatori |  |

| Arbitro: | Beyer |

|                         |           |  |
| Bourdieu 53’ Thiney 78’ | Marcatori |  |

| Arbitro: | Daupeux |

|  |           |                                                |
|  | Marcatori | 30’ Bachmann 56’ (rig.), 74’ Diani 72’ Groenen |

| Arbitro: | Rochebilière |

|          |           |              |
| Kome 77’ | Marcatori | 43’ Declercq |

| Arbitro: | Benmahammed |

|                 |           |                                 |
| Roth 13’ (rig.) | Marcatori | 51’ Lamontagne 59’ Pierre-Louis |

| Arbitro: | Gonçalves |

|         |           |  |
| Piga 4’ | Marcatori |  |

| Arbitro: | Gerbel |

|  |           |                                |
|  | Marcatori | 49’ Araújo 89’ Sider-Echenberg |

| Arbitro: | Daupeux |

|  |           |                                   |
|  | Marcatori | 7’ Gilles 44’ Becho 69’ Hegerberg |

| Arbitro: | Rochebilière |

|                             |           |          |
| Dumornay 4’, 69’ Imuran 89’ | Marcatori | 52’ Díaz |

| Arbitro: | Efe |

|                           |           |            |
| Borgella 28’ Terchoun 65’ | Marcatori | 82’ Robert |

### Coppa di Francia
| Arbitro: | Efe |

|  |           |                        |
|  | Marcatori | 17’ Roth 73’ Hellstrom |

| Arbitro: | Efe |

|  |           |                       |
|  | Marcatori | 48’ (rig.), 89’ Diani |

## Statistiche

### Statistiche di squadra
| Competizione     | Punti | In casa | In casa | In casa | In casa | In casa | In casa | In trasferta | In trasferta | In trasferta | In trasferta | In trasferta | In trasferta | Totale | Totale | Totale | Totale | Totale | Totale | DR  |
| Competizione     | Punti | G       | V       | N       | P       | Gf      | Gs      | G            | V            | N            | P            | Gf           | Gs           | G      | V      | N      | P      | Gf     | Gs     | DR  |
| ---------------- | ----- | ------- | ------- | ------- | ------- | ------- | ------- | ------------ | ------------ | ------------ | ------------ | ------------ | ------------ | ------ | ------ | ------ | ------ | ------ | ------ | --- |
| Division 1       | 15    | 11      | 3       | 1       | 7       | 7       | 24      | 11           | 1            | 2            | 8            | 5            | 29           | 22     | 4      | 3      | 15     | 12     | 53     | -41 |
| Coppa di Francia | -     | 1       | 0       | 0       | 1       | 0       | 2       | 1            | 1            | 0            | 0            | 2            | 0            | 2      | 1      | 0      | 1      | 2      | 2      | +   |
| Totale           | -     | 12      | 3       | 1       | 8       | 7       | 26      | 12           | 2            | 2            | 8            | 7            | 29           | 24     | 5      | 3      | 16     | 14     | 55     | -41 |

### Andamento in campionato
| Giornata  | 1  | 2  | 3  | 4  | 5  | 6 | 7 | 8 | 9 | 10 | 11 | 12 | 13 | 14 | 15 | 16 | 17 | 18 | 19 | 20 | 21 | 22 |
| --------- | -- | -- | -- | -- | -- | - | - | - | - | -- | -- | -- | -- | -- | -- | -- | -- | -- | -- | -- | -- | -- |
| Luogo     | T  | C  | T  | C  | T  | C | T | C | T | T  | C  | T  | C  | T  | C  | T  | C  | T  | C  | C  | T  | C  |
| Risultato | P  | N  | V  | P  | P  | V | N | P | P | P  | P  | P  | V  | P  | P  | N  | P  | P  | P  | P  | P  | V  |
| Posizione | 12 | 11 | 10 | 10 | 10 | 8 | 9 | 9 | 9 | 9  | 9  | 9  | 9  | 9  | 10 | 10 | 10 | 10 | 10 | 11 | 11 | 10 |

Legenda:

Luogo: C = Casa; T = Trasferta. Risultato: V = Vittoria; N = Pareggio; P = Sconfitta.

### Statistiche delle giocatrici
| Giocatore      | Division 1 | Division 1 | Division 1  | Division 1 | Coppa di Francia | Coppa di Francia | Coppa di Francia | Coppa di Francia | Totale   | Totale | Totale      | Totale     |
| Giocatore      | Presenze   | Reti       | Ammonizioni | Espulsioni | Presenze         | Reti             | Ammonizioni      | Espulsioni       | Presenze | Reti   | Ammonizioni | Espulsioni |
| -------------- | ---------- | ---------- | ----------- | ---------- | ---------------- | ---------------- | ---------------- | ---------------- | -------- | ------ | ----------- | ---------- |
| R. Borgella    | 18         | 3          | 1           | 0          | 1                | 0                | 0                | 0                | 19       | 3      | 1           | 0          |
| E. Burns       | 1          | -8         | 0           | 0          | 2                | -2               | 0                | 0                | 3        | -10    | 0           | 0          |
| C. Chabod      | 1          | 0          | 0           | 0          | -                | -                | -                | -                | 1        | 0      | 0           | 0          |
| E. Courdier    | 0          | 0          | 0           | 0          | -                | -                | -                | -                | 0        | 0      | 0           | 0          |
| J. Dear        | 11         | 1          | 2           | 0          | 1                | 0                | 1                | 0                | 12       | 1      | 3           | 0          |
| L. Declercq    | 14         | 2          | 2           | 0          | 2                | 0                | 0                | 0                | 16       | 2      | 2           | 0          |
| C. Delacellery | 8          | 0          | 1           | 0          | -                | -                | -                | -                | 8        | 0      | 1           | 0          |
| M. Díaz        | 12         | 1          | 1           | 0          | 2                | 0                | 0                | 0                | 14       | 1      | 1           | 0          |
| L. Feddaoui    | 0          | 0          | 0           | 0          | -                | -                | -                | -                | 0        | 0      | 0           | 0          |
| H. Fercocq     | 19         | 0          | 5           | 0          | 2                | 0                | 0                | 0                | 21       | 0      | 5           | 0          |
| L. Gay         | 1          | 0          | 0           | 0          | -                | -                | -                | -                | 1        | 0      | 0           | 0          |
| L. Goetsch     | 22         | 0          | 2           | 0          | 2                | 0                | 0                | 0                | 24       | 0      | 2           | 0          |
| M. Grec        | 20         | 0          | 2           | 0          | 2                | 0                | 0                | 0                | 22       | 0      | 2           | 0          |
| J. Hellstrom   | 9          | 1          | 3           | 0          | 2                | 1                | 2                | 0                | 11       | 2      | 5           | 0          |
| O. Hurtré      | 13         | 0          | 2           | 0          | 1                | 0                | 0                | 0                | 14       | 0      | 2           | 0          |
| R. Lavaud      | 19         | 0          | 0           | 0          | 2                | 0                | 0                | 0                | 21       | 0      | 0           | 0          |
| L. Lichtfus    | 21         | 0          | 1           | 0          | 0                | 0                | 0                | 0                | 21       | 0      | 1           | 0          |
| M. Martins     | 21         | 0          | 3           | 0          | 2                | 0                | 0                | 0                | 23       | 0      | 3           | 0          |
| L. Rejany      | 1          | 0          | 0           | 0          | -                | -                | -                | -                | 1        | 0      | 0           | 0          |
| M. Roth        | 22         | 3          | 0           | 0          | 2                | 1                | 0                | 0                | 24       | 4      | 0           | 0          |
| C. Sandvej     | 18         | 0          | 3           | 0          | 2                | 0                | 0                | 0                | 20       | 0      | 3           | 0          |
| A. Soleilhet   | 12         | 0          | 1           | 0          | -                | -                | -                | -                | 12       | 0      | 1           | 0          |
| K. Sylla       | 8          | 0          | 3           | 0          | 1                | 0                | 1                | 0                | 9        | 0      | 4           | 0          |
| M. Terchoun    | 18         | 1          | 4           | 0          | 1                | 0                | 0                | 0                | 19       | 1      | 4           | 0          |
| E. Tyryškina   | 20         | 0          | 2           | 0          | 2                | 0                | 0                | 0                | 22       | 0      | 2           | 0          |
| M. Vairon      | 6          | 0          | 0           | 0          | 1                | 0                | 0                | 0                | 7        | 0      | 0           | 0          |
| M. Yetna       | 4          | 0          | 0           | 0          | -                | -                | -                | -                | 4        | 0      | 0           | 0          |